# Florence Bates
Florence Bates, pseudonimo di Florence Rabe (San Antonio, 15 aprile 1888 – Los Angeles, 31 gennaio 1954), è stata un'attrice statunitense.

## Biografia
Figlia di immigrati ebrei a San Antonio, Florence Rabe dimostrò talento musicale fin da bambina, ma un infortunio alla mano le impedì di proseguire gli studi di pianoforte. Nel 1906 si diplomò alla University of Texas con una tesi in matematica e nel 1909 interruppe l'insegnamento per occuparsi della figlia nata da un primo matrimonio.
Dopo il divorzio dal primo marito, riprese gli studi in legge e si laureò nel 1914, diventando all'età di 26 anni la prima donna avvocato del Texas. Dopo quattro anni dovette però abbandonare la professione forense alla morte dei genitori, per aiutare la sorella a gestire il negozio di antiquariato di famiglia, ma nello stesso tempo ebbe modo di lavorare alla radio come commentatrice bilingue (inglese e spagnolo). Nel 1929 chiuse l'attività commerciale di antiquariato e si sposò in seconde nozze con il petroliere William F. Jacoby.
Quando Jacoby si trovò in difficoltà finanziarie, la coppia si trasferì a Los Angeles e aprì una panetteria. Florence Rabe recuperò le proprie ambizioni artistiche e, alla metà degli anni trenta, ottenne il ruolo di Miss Bates nella pièce Emma, dal romanzo di Jane Austen, messa in scena dalla compagnia teatrale californiana Pasadena Playhouse. Determinata a proseguire la propria carriera di attrice, adottò definitivamente il cognome d'arte "Bates", lo stesso del personaggio del suo debutto, e continuò a lavorare con la Pasadena Playhouse in allestimenti teatrali.
Il suo esordio sul grande schermo, all'età di 51 anni, avvenne nel 1939 grazie ad Alfred Hitchcock, che stava cercando l'interprete per il ruolo dell'invadente e autoritaria Mrs. Van Hooper, la vedova americana che assume la protagonista in Rebecca - La prima moglie (1940). Hitchcock notò la Bates durante una rappresentazione alla Pasadena Playhouse e la raccomandò al produttore David O. Selznick. Battendo la concorrenza di candidate quali Lucile Watson, Laura Hope Crews, Mary Boland, Alice Brady e Cora Witherspoon, la Bates si assicurò il ruolo di Mrs. Van Hooper, un'ingombrante signora in vacanza sulla Costa Azzurra.
Dopo il positivo debutto, Florence Bates apparve in circa sessanta film nei successivi tredici anni di carriera cinematografica, distinguendosi in ruoli di signora distinta e di nobile titolata, dall'aspetto matronale e dai modi spesso gioviali, capace di cimentarsi in svariate inflessioni dialettali. Numerose le commedie a cui partecipò durante gli anni quaranta: fu Madame Helene in Soldato di cioccolata (1941) con Nelson Eddy, Mrs. Edna Craig in Il cielo può attendere (1943) di Ernst Lubitsch, Lady Sloughberry in Le conseguenze di un bacio (1943) con Deanna Durbin, Mrs. Griswold in Sogni proibiti (1947) accanto a Danny Kaye.
Partecipò inoltre ai noir La maschera di Dimitrios (1944) con Sydney Greenstreet, e La moneta insanguinata (1947) al fianco di George Montgomery, e interpretò per due volte consecutive il ruolo di un'affittacamere, prima nella commedia La cara segretaria (1948), con Kirk Douglas e Laraine Day, quindi nel romantico Il ritratto di Jennie (1948), con Jennifer Jones e Joseph Cotten. Nel musical Un giorno a New York (1949) impersonò la severa ma pittoresca Madame Dilyovska, insegnante di danza di Ivy Smith (Vera Ellen), la ragazza corteggiata dal marinaio Gabey (Gene Kelly) durante una licenza di 24 ore a New York.
Un giorno a New York chiuse un decennio di intensa attività per l'attrice sul grande schermo. Dal 1950 la Bates iniziò ad apparire in televisione in alcune popolari serie come Lucy ed io (1952) e La mia piccola Margie (1952-1953), mentre per il grande schermo interpretò ancora Mrs. Anna Hubbell in La ninna nanna di Broadway (1951), commedia musicale con Doris Day, e Madame Bonnet ne I miserabili (1952), versione diretta da Lewis Milestone dell'omonimo romanzo di Victor Hugo. L'ultima apparizione della Bates fu nella serie televisiva The Adventures of Ozzie & Harriet (1953), prima dell'improvvisa scomparsa il 31 gennaio 1954, all'età di sessantacinque anni, a seguito di un attacco cardiaco.

## Filmografia

### Cinema
- The Man in Blue, regia di Milton Carruth (1937) (non accreditata)
- Rebecca - La prima moglie (Rebecca), regia di Alfred Hitchcock (1940)
- Calling All Husbands, regia di Noel M. Smith (1940)
- Il figlio di Montecristo (The Son of Monte Cristo), regia di Rowland V. Lee (1940)
- Kitty Foyle, ragazza innamorata (Kitty Foyle), regia di Sam Wood (1940)
- La baia di Hudson (Hudson's Bay), regia di Irving Pichel (1941) (scene cancellate)
- Preferisco il manicomio (Road Show), regia di Hal Roach (1941)
- Il diavolo si converte (The Devil and Miss Jones), regia di Sam Wood (1941)
- Strange Alibi, regia di D. Ross Lederman (1941)
- Innamorato pazzo (Love Crazy), regia di Jack Conway (1941)
- The Gay Falcon, regia di Irving Reis (1941) (scene cancellate)
- Soldato di cioccolata (The Chocolat Soldier), regia di Roy Del Ruth (1941)
- Kathleen, regia di Harold S. Bucquet (1941)
- Mexican Spitfire at Sea, regia di Leslie Goodwins (1942)
- Il peccatore di Tahiti (The Tuttles of Tahiti), regia di Charles Vidor (1942)
- Maschere di lusso (We Were Dancing), regia di Robert Z. Leonard (1942)
- La luna e sei soldi (The Moon and Sixpence), regia di Albert Lewin (1942)
- Il mio cuore appartiene a papà (My Heart Belongs to Daddy), regia di Robert Siodmak (1942)
- Ho salvato l'America (They Got Me Covered), regia di David Butler (1943)
- La fortuna è bionda (Slightly Dangerous), regia di Wesley Ruggles (1943)
- Mister Big, regia di Charles Lamont (1943)
- La dama e l'avventuriero (Mr. Lucky), regia di Henry C. Potter (1943)
- Il cielo può attendere (Heaven Can Wait), regia di Ernst Lubitsch (1943) (non accreditata)
- Le conseguenze di un bacio (His Butler's Sister), regia di Frank Borzage (1943)
- La maschera di Dimitrios (The Mask of Dimitrios), regia di Jean Negulesco (1944)
- Da quando te ne andasti (Since You Went Away), regia di John Cromwell (1944) (non accreditata)
- Kismet, regia di William Dieterle (1944)
- La bella dello Yukon (Belle of the Yukon), regia di William A. Seiter (1944)
- Tahiti Nights, regia di Will Jason (1944)
- Stanotte e ogni notte (Tonight and Every Night), regia di Victor Saville (1945)
- Donne indiavolate (Out of this World), regia di Hal Walker (1945)
- Saratoga (Saratoga Trunk), regia di Sam Wood (1945)
- Duello a S. Antonio (San Antonio), regia di David Butler e, non accreditati, Robert Florey e Raoul Walsh (1945)
- Sangue all'alba (Whistle Stop), regia di Léonide Moguy (1946)
- Il diario di una cameriera (The Diary of a Chambermaid), regia di Jean Renoir (1945)
- La vita è nostra (Claudia and David), regia di Walter Lang (1946)
- Fra le tue braccia (Cluny Brown), regia di Ernst Lubitsch (1946)
- L'ora, il luogo e la ragazza (The Time, the Place and the Girl), regia di David Butler (1946)
- Io amo (The Man I Love), regia di Raoul Walsh (1947)
- La moneta insanguinata (The Brasher Doubloon), regia di John Brahm (1947)
- Love and Learn, regia di Frederick de Cordova (1947)
- Sogni proibiti (The Secret Life of Walter Mitty), regia di Norman Z. McLeod (1947)
- Desiderami (Desire Me), regia di George Cukor (1947) (scene cancellate)
- Mamma ti ricordo (I Remember Mama), regia di George Stevens (1948)
- The Inside Story, regia di Allan Dwan (1948)
- L'uomo proibito (Winter Meeting), regia di Bretaigne Windust (1948)
- La signora del fiume (River Lady), regia di George Sherman (1948)
- Texas, Brooklyn and Heaven, regia di William Castle (1948)
- La cara segretaria (My Dear Secretary), regia di Charles Martin (1948)
- Il ritratto di Jennie (Portrait of Jennie), regia di William Dieterle (1948)
- Lettera a tre mogli (A Letter to Three Wives), regia di Joseph L. Mankiewicz (1949)
- The Judge Steps Out, regia di Boris Ingster (1949)
- La foglia di Eva (The Girl from Jones Beach), regia di Peter Godfrey (1949)
- Un giorno a New York (On the Town), regia di Gene Kelly e Stanley Donen (1949)
- Belle of Old Mexico, regia di R.G. Springsteen (1950)
- La seconda moglie (The Second Woman), regia di James V. Kern (1950)
- County Fair, regia di William Beaudine (1950)
- La ninna nanna di Broadway (The Lullaby of Broadway), regia di David Butler (1951)
- Father Takes the Air, regia di Frank McDonald (1951)
- Il grande bersaglio (The Tall Target), regia di Anthony Mann (1951)
- Lo sposo è un altro coso (Havana Rose), regia di William Beaudine (1951)
- La peccatrice di San Francisco (The San Francisco Story), regia di Robert Parrish (1952)
- I miserabili (Les miserables), regia di Lewis Milestone (1952)
- Main Street to Broadway, regia di Tay Garnett (1953)
- Paris Model, regia di Alfred E. Green (1953)

### Televisione
- Oboler Comedy Theatre – serie TV, 1 episodio (1949)
- Dick Tracy – serie TV, 1 episodio (1950)
- The George Burns and Gracie Allen Show – serie TV, 2 episodi (1951-1952)
- Lucy ed io (I Love Lucy) – serie TV, 1 episodio (1952)
- Four Star Playhouse – serie TV, episodio 1x04 (1952)
- Our Miss Brooks – serie TV, 1 episodio (1952)
- La mia piccola Margie (My Little Margie) – serie TV, 2 episodi (1952-1953)
- The Adventures of Ozzie & Harriet – serie TV, 1 episodio (1953)

## Doppiatrici italiane
- Lola Braccini in La fortuna è bionda, Duello a S. Antonio, Fra le tue braccia, La cara segretaria, Sogni proibiti, Un giorno a New York, L'uomo proibito, La ninna nanna di Broadway, La peccatrice di San Francisco
- Mignon Cocco in Rebecca - La prima moglie, Il cielo può attendere, Le conseguenze di un bacio, Il figlio di Montecristo
- Amelia Beretta in Da quando te ne andasti, I miserabili
- Clara Ristori in Saratoga
- Margherita Bagni in Sangue all'alba
- Maria Saccenti in Il ritratto di Jennie
- Velia Cruicchi Galvani in Lettera a tre mogli
- Giovanna Scotto in La seconda moglie
- Franca Dominici in Stanotte e ogni notte (ridoppiaggio)